# ヘンリー・ノックス

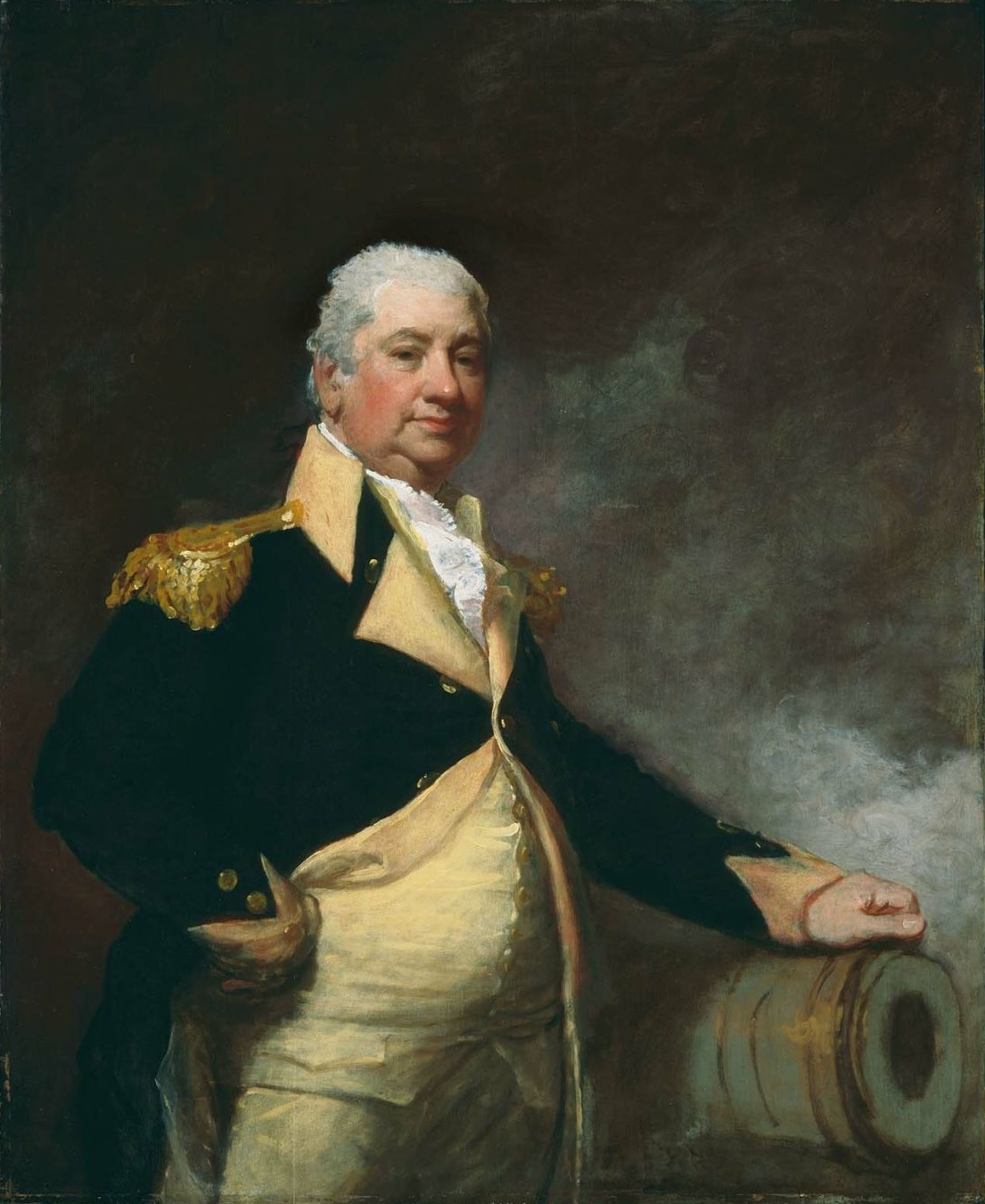
ヘンリー・ノックス

ヘンリー・ノックス（Henry Knox、1750年7月25日 - 1806年10月25日）は、アメリカ合衆国の軍人、政治家。初代アメリカ合衆国陸軍長官を務めた。

## 生い立ちと家族
1750年、ノックスはマサチューセッツ湾直轄植民地のボストンにおいて、スコットランド系アイルランド人の移民ウィリアム・ノックス (William Knox, 1712-1762) とメアリー・キャンベル (Mary Cambell, 1725-????) の息子として誕生した。ノックスは1762年に初等教育を終了し、母親が経営する書店で事務作業の補佐員となった。その後ノックスはボストン市内において、自身の手で別の書店「ロンドン・ブック・ストア」を開業した。ノックスは軍事の話題、特に砲術に関心を抱き、その知識の大部分を独学で学んだ。
1774年6月16日、ノックスはボストンの王党派の娘ルーシー・フラッカー (Lucy Flucker, 1756-1824) と結婚した。2人はノックスの兵役のために別居を強いられたが、数多くの手紙を交換し、死別するまで愛情深い夫婦であった。1775年にアメリカ独立戦争が開戦すると、2人は戦火の上がったボストンから逃れた。妻ルーシーは独立戦争の大部分を無宿で過ごすことを余儀なくされた。

## アメリカ独立戦争

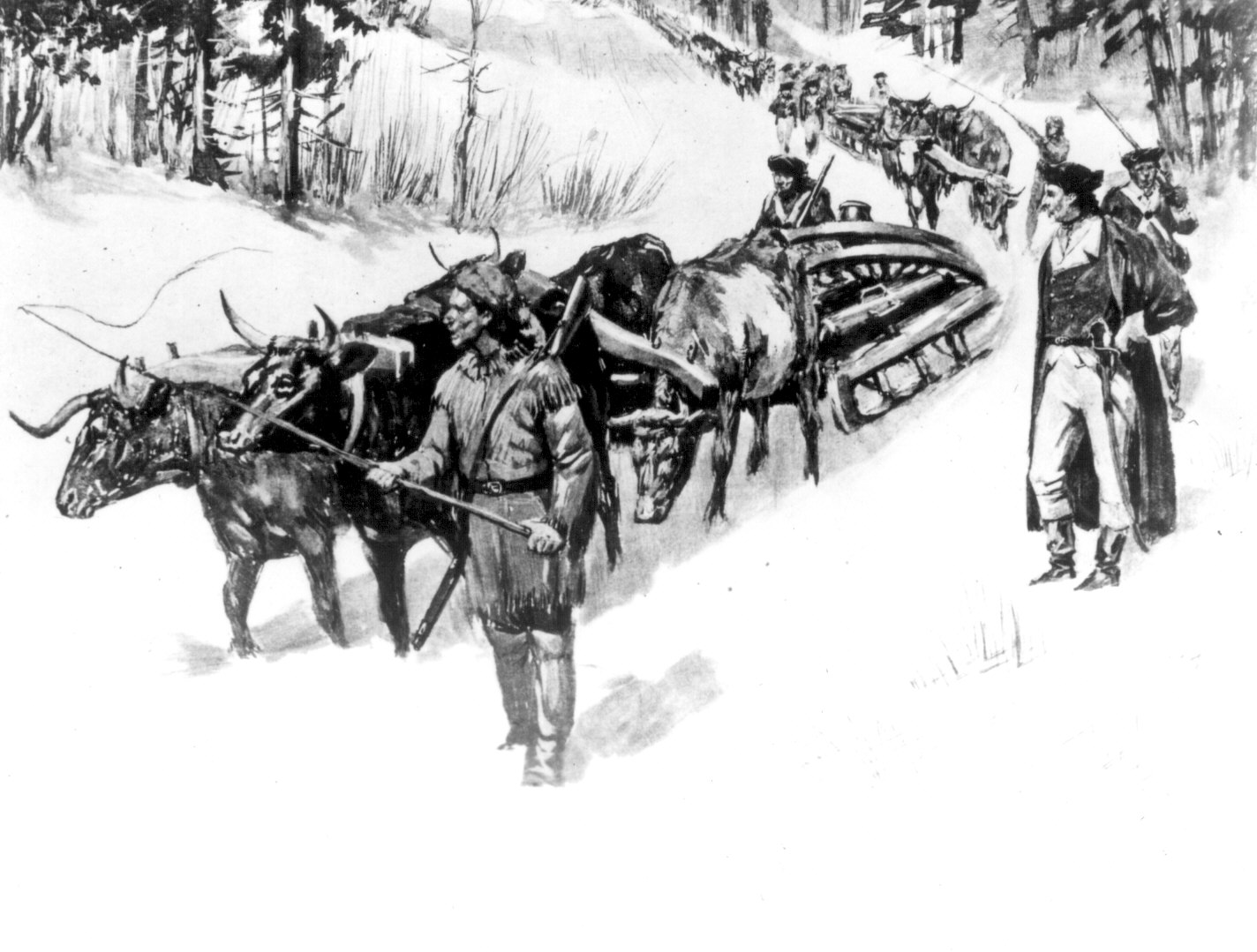
牛そりによる砲兵輸送の様子（:en:Noble train of artillery）

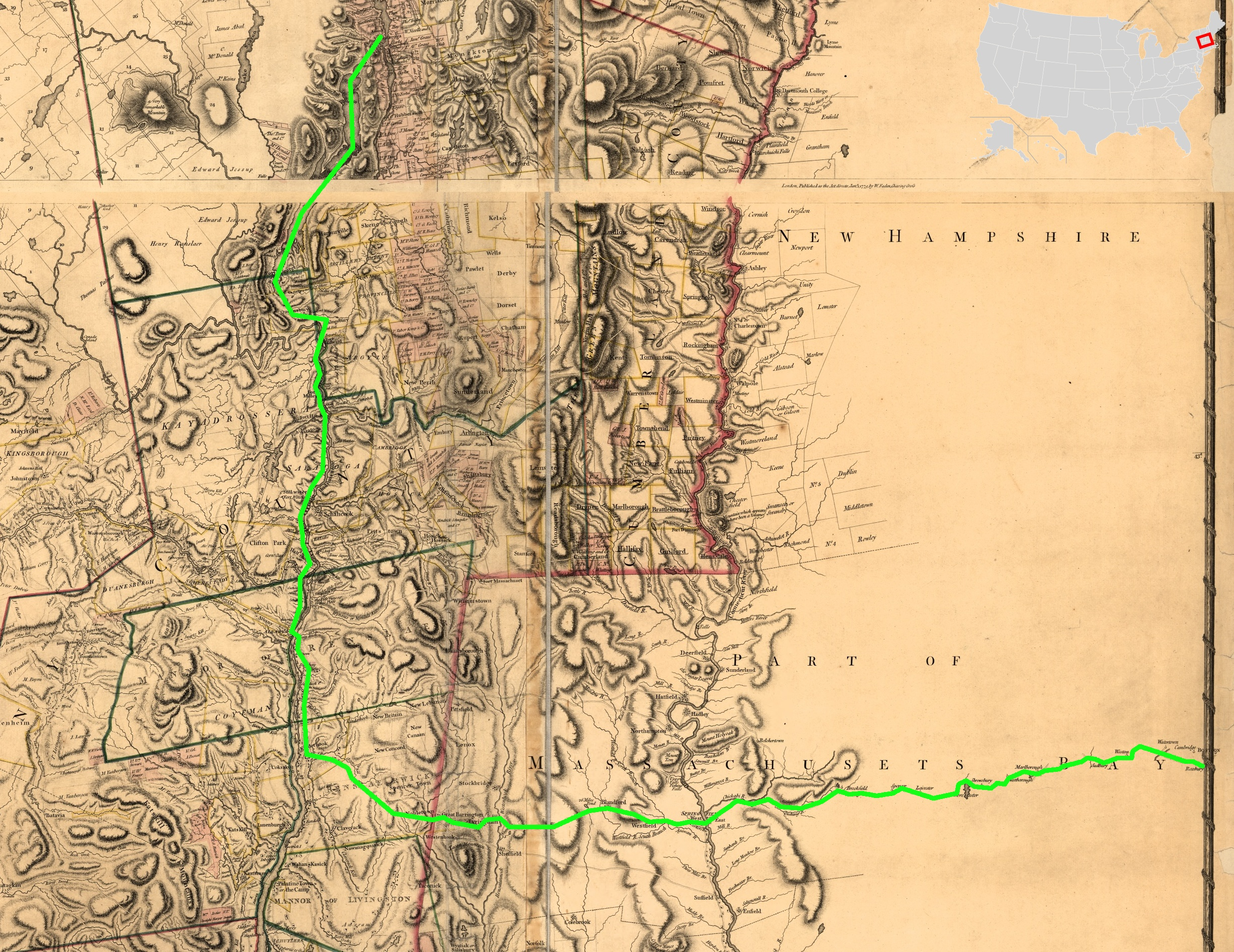
1779年の地図上に描かれた輸送ルート

ノックスはイギリスの政策に反対する自由の息子達を支持し、イギリス軍によるボストン虐殺事件を糾弾した。1772年、ノックスはボストン擲弾兵団に志願兵として入隊し、1775年にアートマス・ウォード将軍の下でバンカーヒルの戦いに参加した。その後ノックスは偵察軍に所属し、ジョージ・ワシントン将軍と知り合った。ノックスはワシントンに感銘を受け、2人はよい友人となった。
1776年3月に大陸軍がニューヨーク植民地のタイコンデロガ要塞を占領すると、ノックスはタイコンデロガ要塞から獲得した大砲をボストン包囲戦で有効活用することを提案した。ワシントンはノックスを大佐に任命し、大砲をタイコンデロガからボストンまで輸送することを命じた。ノックスとその部隊はタイコンデロガに赴き、そこからハドソン川の西側の土手沿いに、南方のオールバニまで牛そり用の道を造成した。そしてオールバニからスプリングフィールド、ウースターを経て、ボストンまで大砲を運んだ。輸送作業は1775年12月5日に開始された。合計59基の大砲と迫撃砲は300マイルの道程を56日かけて運ばれ、1776年1月24日にすべての作業が完了した。それらの大砲はイギリス軍を見下ろすドーチェスター高地に据えられた。その結果、イギリス軍は1776年3月17日にハリファックスへ撤退した。
ボストン解放後、ノックスはイギリス軍の再襲に備えて、コネチカットとロードアイランドで防御壁の構築と改善にあたった。その後ノックスはニューヨークから帰還した仲間の部隊に合流した。
トレントンの戦いの際、大佐ノックスはワシントン将軍のデラウェア川横断作戦を担当した。作戦開始の1776年12月26日未明、デラウェア川は雪と氷によって阻まれていた。ノックスはジョン・グラヴァー率いる第14大陸連隊をデラウェア川東岸に派遣し、同日朝にようやく到達した。ノックスは馬や大砲を投入してトレントンに攻め入らせ、ワシントンの部隊は同日午後までに数百人の捕虜を捕らえた。ノックスはこの戦いでの功績が認められ、准将に昇進した。
ノックスは独立戦争の大部分を軍隊で過ごし、プリンストンの戦い、ブランディワインの戦い、ジャーマンタウンの戦い、モンマスの戦い、そしてヨークタウンの戦いで高い戦果を挙げた。1777年冬、大陸軍がニュージャージーのモリスタウンに滞在しているとき、ノックスはマサチューセッツに戻って大陸軍の大砲能力の改善を図った。ノックスは新たな大隊を召集し、スプリングフィールド造兵廠を設立した。スプリングフィールド造兵廠は独立戦争の終戦まで、大陸軍の武器弾薬の貴重な供給源となった。1780年初頭、ノックスはイギリスの諜報員ジョン・アンドレ少佐に対する軍法会議で委員を務めた。ノックスは大陸軍の人員と資材を確保するため、ワシントン将軍の代理人として北部諸邦を歴訪した。
ヨークタウンの戦い後、ノックスは少将に昇進した。1782年、ノックスはウェストポイントへの赴任を命じられた。1783年、ノックスはシンシナティ協会に創設者の1人として関与し、またイギリス軍が撤退したニューヨークに大陸軍を導いた。1783年12月4日にワシントン将軍の退役式典が行われた際、ノックスはワシントンの隣で独立戦争の戦勝を祝った。ワシントン将軍の退役後、ノックスは1784年6月まで大陸軍の最上級将校となった。

## アメリカ合衆国陸軍長官
連合規約下の1785年3月8日、ノックスは大陸会議において陸軍長官に指名された。ノックスは1789年9月12日まで陸軍長官を継続し、初代アメリカ合衆国大統領にワシントンが選出されると、ノックスは初代アメリカ合衆国陸軍長官に任命された。
陸軍長官としてノックスは、常備海軍の創設を促進・統括し、アメリカ先住民族政策、国内の軍隊計画、そして大西洋沿岸の要塞設備の強化を管理した。ノックスはまた、主要な軍需施設の1つであるスプリングフィールド造兵廠を包括的に監督した。1791年にはノックスの詳細な提案に基づいて、合衆国議会が合衆国軍団を創設した。
1794年12月31日、ノックスは家族の世話に専念するため、陸軍長官を辞任した。ノックスの後任には、ティモシー・ピカリングが就任した。

## 晩年
ノックスはマサチューセッツ州トマストン（現在のメイン州）近郊で晩年を過ごした。ノックスは酪農と造船に従事した。ノックスは国務を退いたが、マサチューセッツ州議会で下院議員を務めた。1806年、ノックスはマサチューセッツ州ユニオン（現在のメイン州）の友人を訪問した際、誤って飲み込んだ若鶏の骨が腸に刺さってしまった。ノックスはその3日後の1806年10月21日、腹膜炎を起こして死亡した。ノックスの遺体はトマストンに埋葬された。